# Edmund Zieliński (artysta ludowy)
Edmund Edward Zieliński (ur. 1940 w Białachowie, zm. 12 sierpnia 2022 w Gdyni) – polski artysta ludowy, rzeźbiarz, malarz, publicysta i propagator kultury ludowej.

## Życiorys
Urodził się w Białachowie na Kociewiu, w rodzinie Bernarda, nauczyciela, i Zofii z domu Redzimskiej. Z zawodu był elektrykiem. Od 1960 zajmował się rzeźbą w drewnie. W jego twórczości dominuje tematyka sakralna. Wiele jego rzeźb znajduje się w kościołach i kaplicach Gdańska i Gdyni, na Kaszubach i Kociewiu. Od 1976 wykonywał też obrazy na szkle, nawiązujące do tradycji kaszubskiej. Jego prace znajdują się w Muzeum Narodowym w Gdańsku (oddział etnograficzny), Muzeum Ziemi Kociewskiej w Starogardzie Gdańskim oraz w kolekcjach prywatnych. 
Opisywał także działalność twórców ludowych oraz wydarzenia kulturalne w regionie kaszubskim.
Był współzałożycielem i wieloletnim prezesem Oddziału Gdańskiego Stowarzyszenia Twórców Ludowych. W 2013 został jego prezesem honorowym. Od 1966 mieszkał w Trójmieście. 
Zmarł 12 sierpnia 2022 roku w Gdyni, w wieku 82 lat, pochowany na cmentarzu parafialnym w Orłowie (sektor VII-24-2).

## Odznaczenia i nagrody
- Srebrny Krzyż Zasługi (1988)[10]
- Odznaka „Zasłużony Działacz Kultury” (1989)[4]
- Medal Teodory i Izydora Gulgowskich (1992)[10]
- Medal 40-lecia Zrzeszenia Kaszubsko-Pomorskiego (1997)[10]
- Złoty Krzyż Zasługi (1998)[11]
- Nagroda im. Oskara Kolberga (2001)[1]
- Brązowy Medal „Bene Merenti” (2007)[10]
- Srebrny Medal „Bene Merenti” (2008)[10]
- Odznaka honorowa „Zasłużony dla Kultury Polskiej” (2008)[4]
- Medal 60-lecia Cepelii (2009)[10]
- Statuetka „Kociewskie Pióro” (2010)[10]
- Brązowy Medal „Zasłużony Kulturze Gloria Artis” (2011)[12]
- Nagroda Marszałka Pomorskiego Urzędu Marszałkowskiego (2018)[4]
- Doroczna Nagroda Ministra Kultury i Dziedzictwa Narodowego w kategorii „twórczość ludowa” (2021)[13]
- Nagroda Prezydenta Miasta Gdańska w Dziedzinie Kultury za upowszechnianie kultury (2021)[14]
- Medal Stolema przyznany przez Klub Studencki Pomorania (2022)[15]